# Fundulopanchax arnoldi
Fundulopanchax arnoldi är en fiskart som först beskrevs av Boulenger, 1908.  Fundulopanchax arnoldi ingår i släktet Fundulopanchax och familjen Nothobranchiidae. IUCN kategoriserar arten globalt som starkt hotad. Inga underarter finns listade i Catalogue of Life.